# The Day of the Robot
Albums de Buckethead
Giant Robot
(1994) Colma
(1998)
The Day of the Robot est le troisième album studio de Buckethead sorti en 1996 chez Subharmonic (en).

## Réception
Pour Alternative Press, l'album, qui reçoit 5 étoiles sur 5, « (...) a à la fois un côté résolument expérimental, ainsi qu'un talent pour placer les sons dans des contextes de composition solides, bien qu'effrayants... Buckethead semble avoir trouvé une nouvelle place pour les dieux de la guitare. ».

## Liste des titres
| 1.    | Destroyer: Speed Flux Quadrant/Inclusion/Exhaust Release | 13:03 |
| 2.    | Flying Guillotine                                        | 7:24  |
| 3.    | Quantum Crash                                            | 6:02  |
| 4.    | Collision                                                | 8:23  |
| 5.    | Caution Drop                                             | 8:17  |
| 43:09 |                                                          |       |

## Musiciens
- Buckethead : guitare électrique
- Ninj : guitare basse, claviers, batterie
- Bill Laswell : basse, batterie, percussions

## Production
- Enregistré à Coast Recorders à San Francisco, et à Greenpoint Studio, à Brooklyn ; Pistes de rythme pour 2, 3, 4 et 5 créées au Royaume-Uni par Ninj.
- Produit par Bill Laswell.
- Pochette, illustration et photographie : Dave McKean @ Hourglass. Photographies fournies par Buckethead.
- Illustration de couverture de 'Buckethead No. 1': Bryan Frankenseuss Theiss.
- Polices de caractères: Elliot Earls.